# Toni Bürgler
Toni Bürgler, né le 17 août 1957 à Rickenbach bei Schwyz (en), est un skieur alpin suisse, qui a mis un terme à sa carrière sportive à l'issue de la saison 1983. Il est le frère de Thomas Bürgler, skieur médaillé de bronze de combiné en 1985, et le père du hockeyeur Dario Bürgler.

## Coupe du monde
- Meilleur résultat au classement général : 19e en 1979
  - 2 victoires : 2 descentes

### Saison par saison
- Coupe du monde 1979 :
  - Classement général : 19e
    - 1 victoire en descente : Crans Montana
- Coupe du monde 1980 :
  - Classement général : 49e
- Coupe du monde 1981 :
  - Classement général : 24e
    - 1 victoire en descente : Wengen
- Coupe du monde 1982 :
  - Classement général : 22e
- Coupe du monde 1983 :
  - Classement général : 56e

## Arlberg-Kandahar
- Meilleur résultat : 10e place dans la descente 1983 à Sankt Anton